# Dimítris Kourbélis
Dimítris Kourbélis (grec moderne : Δημήτρης Κουρμπέλης) né le 2 novembre 1993 à Korakovouni (Cynourie-du-Nord, Arcadie), est un footballeur grec qui évolue au poste de milieu de terrain au Khaleej FC.

## Palmarès

### En club
Panathinaïkós
- Coupe de Grèce
- Vainqueur : en 2022.

### En équipe nationale
- Équipe de Grèce des moins de 19 ans
  - Finaliste du Championnat d'Europe de football des moins de 19 ans en 2012